# Turó del Pi de la Jeia
El Turó del Pi de la Jeia és una muntanya de 340 metres que es troba al municipi d'Olèrdola, a la comarca de l'Alt Penedès.